# Mikel Valverde
Mikel Valverde Tejedor (Vitoria, 6 de septiembre de 1966) es un escritor e ilustrador español. Es hermano del exfutbolista y entrenador Ernesto Valverde. Valverde dibuja y colorea con trazo suelto y vivaz las historias que maneja, deshaciendo tópicos genéricos, de manera que los personajes dejan de ser grandes héroes para fundirlos en la vida cotidiana. También ha diseñado e ilustrado agendas, guías, portadas de discos, folletos y carteles.

## Biografía
Mikel Valverde es licenciado en Bellas Artes por la Universidad del País Vasco, especializado de Técnicas gráficas. 
Como autor de literatura infantil ha creado la serie Rita, publicada en la Colección Barco de Vapor de la editorial SM y la serie Las aventuras de Zank & Zoe, en la editorial Harperkids. Así mismo ha escrito e ilustrado el libro "La balada de pequeño Jack" en la editorial La Galera.
Ha ilustrado numerosos títulos de literatura infantil y juvenil y ha puesto imagen a los personajes de Shola y Bámbulo, ambos escritos por Bernardo Atxaga. También ha ilustrado la colección Sabueso Orejotas investiga escrita por Luisa Villar Liébana para la colección Barco de Vapor de la editorial SM y la colección Cuatro Amigos y Medio escrita por Joachim Friedrich para la editorial Edebé. 
Como autor de cómics colaboró en diversas publicaciones , fanzines y participó en varias exposiciones. Colaboró frecuentemente en Habeko Mik, donde publicó por entregas su primera historia larga, “Tisarako misterioa” (1991), en TMEO, Ipurbeltz, El Víbora, Makoki y La luna, entre otras revistas. Llegó a publicar pequeños álbumes de cómic como: La aventura de la vida (El Pregonero, 1995), El comisario Canaille (TMEO y Las aventuras de Jon Arkasuso: El botín de los gánsteres (SM, Madrid, 2001). 
Fue Premio Internacional de Ilustración de la Fundación Sta. María por "Paula en Nueva York" (2005). Es autor e ilustrador de álbumes ilustrados sobre Mozart y Colón (2006).

## Encuentros profesionales
- 2017— El ilustrador Mikel Valverde en Irudika, Encuentro Internacional de ilustradores profesionales organizado por la Asociación de ilustradores Euskal Irudigileak. (2017/11/10)[3]